# هان بيرغر
هان بيرغر (Han Berger) (مواليد 17 يونيو 1950) هو مدرب كرة قدم.

## وصلات خارجية
- هان بيرغر على موقع قاعدة بيانات كرة القدم.إي يو (الإنجليزية)
- هان بيرغر على موقع عالم كرة القدم.نت (الإنجليزية)

- J.League Data Site (باليابانية)